# Camuns
Camuns () est un village et une ancienne commune suisse du canton des Grisons, située dans la région de Surselva.

## Histoire et géographie
Le village domine le versant Est de la vallée du Vals qui appartient au Val Lumnezia. Il constituait une commune jusqu'en 2002. Depuis cette date, le village est rattaché à l'ancienne commune de Suraua, elle-même rattachée en janvier 2013 à la nouvelle commune de Lumnezia.

## Monuments
Le village comporte une église, connue pour ses fresques (XVIe au XVIIIe siècle). 